# Nayoro
Nayoro (名寄市, Nayoro-shi) est une ville située dans la sous-préfecture de Kamikawa, sur l'île de Hokkaidō au Japon.

## Géographie

### Situation
Nayoro se trouve dans le nord de Hokkaidō.

### Démographie
En mars 2022, la population de Nayoro était de 26 212 habitants, répartis sur une superficie de 535,20 km2.

### Hydrographie
La ville est traversée par le fleuve Teshio.

### Topographie
Le mont Piyashiri se trouve sur le territoire de Nayoro.

### Climat
| Mois                                             | jan.       | fév.       | mars       | avril      | mai       | juin      | jui.      | août      | sep.      | oct.    | nov.       | déc.       | année      |
| ------------------------------------------------ | ---------- | ---------- | ---------- | ---------- | --------- | --------- | --------- | --------- | --------- | ------- | ---------- | ---------- | ---------- |
| Température minimale moyenne (°C)                | −14,7      | −14,9      | −9,1       | −1,7       | 4,1       | 9,6       | 14,4      | 15,1      | 9,9       | 3,1     | −2,3       | −10,1      | 0,3        |
| Température moyenne (°C)                         | −8,6       | −8         | −3         | 3,8        | 10,8      | 15,6      | 19,5      | 19,9      | 15,2      | 8,3     | 1,5        | −5,4       | 5,8        |
| Température maximale moyenne (°C)                | −4,2       | −2,7       | 2          | 9,3        | 17,5      | 22,3      | 25,6      | 25,7      | 21,4      | 14,2    | 5,3        | −1,8       | 11,2       |
| Record de froid (°C) date du record              | −34,5 1979 | −35,7 1982 | −30,2 1986 | −16,5 1984 | −5,9 2001 | −1 1998   | 3,4 1976  | 4,3 2008  | 0,3 1977  | −6 1977 | −18,1 1988 | −29,4 1978 | −35,7 1982 |
| Record de chaleur (°C) date du record            | 5,3 2002   | 10,1 2020  | 14,8 2021  | 26,4 1998  | 32,2 2019 | 35,4 2014 | 36,4 2021 | 35,6 1984 | 31,3 2020 | 26 2019 | 20,2 2003  | 10,3 1990  | 36,4 2021  |
| Ensoleillement (h)                               | 58,6       | 79,1       | 116,2      | 147,9      | 178,1     | 159,7     | 148,7     | 142       | 139,4     | 109,9   | 50,7       | 37,6       | 1 367,8    |
| Précipitations (mm)                              | 49,4       | 38,7       | 44,2       | 45,5       | 60,6      | 65,2      | 129,4     | 136,1     | 138,1     | 115,6   | 108,5      | 83,1       | 1 006,8    |
| dont neige (cm)                                  | 186        | 147        | 128        | 33         | 0         | 0         | 0         | 0         | 0         | 3       | 104        | 225        | 829        |
| Nombre de jours avec précipitations              | 16,6       | 14,1       | 14         | 10,9       | 10,4      | 9,2       | 10,6      | 11,4      | 13,6      | 16,1    | 19,3       | 21,3       | 166,8      |
| dont nombre de jours avec précipitations ≥ 10 mm | 0,4        | 0,2        | 0,8        | 1          | 2,1       | 2,5       | 4,2       | 4,4       | 4,6       | 3,9     | 3,1        | 1,2        | 28,1       |
| Nombre de jours avec neige                       | 20,5       | 18,2       | 16         | 4,6        | 0         | 0         | 0         | 0         | 0         | 0,4     | 10,2       | 22,2       | 91,6       |

| Diagramme climatique                                  |               |           |             |             |             |               |               |              |              |              |               |
| J                                                     | F             | M         | A           | M           | J           | J             | A             | S            | O            | N            | D             |
| −4,2−14,749,4                                         | −2,7−14,938,7 | 2−9,144,2 | 9,3−1,745,5 | 17,54,160,6 | 22,39,665,2 | 25,614,4129,4 | 25,715,1136,1 | 21,49,9138,1 | 14,23,1115,6 | 5,3−2,3108,5 | −1,8−10,183,1 |
| Moyennes : • Temp. maxi et mini °C • Précipitation mm |               |           |             |             |             |               |               |              |              |              |               |

## Histoire
Nayoro a acquis le statut de ville en 2006.

## Éducation
- Université municipale de Nayoro

## Culture locale et patrimoine

### Événement
Nayoro a été le lieu d'une épreuve de la coupe du monde de combiné nordique, en mars 2001.

## Transports
Nayoro est desservie par la ligne principale Sōya de la JR Hokkaido. La gare de Nayoro est la principale gare de la ville.

## Jumelage
Nayoro est jumelée avec :
- Lindsay (Canada)
- Dolinsk (Russie)

## Personnalités liées à la municipalité
- Kihara Yasuyuri (1932-), peintre japonais.